# 愛媛県道160号今治波止浜線
愛媛県道160号今治波止浜線（えひめけんどう160ごう いまばりはしはません）は、愛媛県今治市を通る一般県道である。

## 概要

### 路線データ
- 総延長：0.4 km
- 起点：今治市波止浜
- 終点：今治市波方町大浦

## 歴史
- 1955年（昭和30年）6月24日 - 愛媛県告示第566号により、本路線を整理番号9番として県道に認定される[1]。
- 1972年（昭和47年）3月16日 - 愛媛県が愛媛県道160号今治波止浜線として認定。

## 地理

### 通過する自治体
- 今治市

### 交差する道路
- 国道317号
- 愛媛県道166号波方環状線

### 沿線
- 波止浜港
- 新来島波止浜どっく
- 波止浜公園